# 上山英三
上山 英三（うえやま えいぞう、1893年〈明治26年〉3月1日 - 1981年〈昭和56年〉11月29日）は、日本の銀行家。台湾銀行頭取、全国相互銀行協会会長などを務めた。

## 経歴
和歌山県人・上山英一郎の二男、勘太郎の弟、英夫の兄である。1917年3月、東京帝国大学法科大学政治学科卒業。大蔵省に入り、日本銀行監理官・銀行局検査課長・為替局長などを歴任し1937年、日本興業銀行理事に挙げられた。
日仏銀行取締役、商工組合中央金庫理事に選任された。1942年に台湾銀行副頭取に転じ、1944年に頭取に推され、1945年に退任する。1962年、歌会始の召人を務めた。

## 人物
- 大日本除虫菊創業者である上山英一郎の二男で、同社社長を務めた十五代上山勘太郎（前名・英之助）の弟、同じく社長・会長を務めた十六代上山勘太郎（前名・英夫）の兄。
- 趣味は読書[1]、和歌[1][3]。宗教は浄土宗[1][3]。住所は東京都大田区久が原4丁目[1]。

## 家族・親族
上山家
上山家は和歌山県有田郡保田村山田原の蜜柑農家である。
- 妻・英子（1898年 - ?、松波仁一郎の四女）[3]
- 子（一男四女）[3]

親戚
- 義父・松波仁一郎（法学博士、東京帝国大学教授）
- 義祖父（妻の母方祖父）・津田出